# Can Gener (Santa Maria del Camí)
Can Gener és una rota o terreny de conradís, amb cases annexes, situada a un coster del Puig de Son Agulla, a uns 250 m. d'alçària, que confronta amb Son Lluc, Son Pinet i amb Ca la Cova. Es tracta d'una finca, possiblement derivada d'una segregació de Son Verdera en el s. XVII, que va guanyar terreny agrari a la garriga i al pinar, mitjançant l'oliverar i el conreu de cereals a les noves àrees rompudes.